# Руо (река)
Руо (англ. Ruo River, англ. Rio Ruo) — река в Малави и Мозамбике, левый приток нижней Шире. Протекает по территории округов Муландже, Тайоло и Нсандже на юге Малави и провинции Замбезия на севере средней части Мозамбика.
Площадь водосборного бассейна реки равняется 4900 км²: в Малави — 3500 км².
Руо является крупнейшим притоком Шире. Начинается в горном массиве Муландже на территории заповедника Муландже-Маунтин в восточной части округа Муландже. После слияния в верховье с Малосой течёт по малавийско-мозамбикской границе 130 км, преимущественно на юго-запад. В нижней половине порожиста, есть водопады: Нченачена, Зоа. Впадает в Шире на высоте 50 м над уровнем моря около населённого пункта Чиромо, между болотами Элефант и Истерн-Марш.
Притоки (от истока): Чилунгуни (левый), Малоса (левый), Малунгозе (левый), Тезезезе (левый), Личенья (правый), Тангуси (правый), Мираре (левый), Тучила (правый), Чивенведи (правый), Лисуле (правый), Кализе (левый), Текерани (правый), Поча (левый), Лидуру (левый), Кусуле (правый).